# Godfrey Bloom

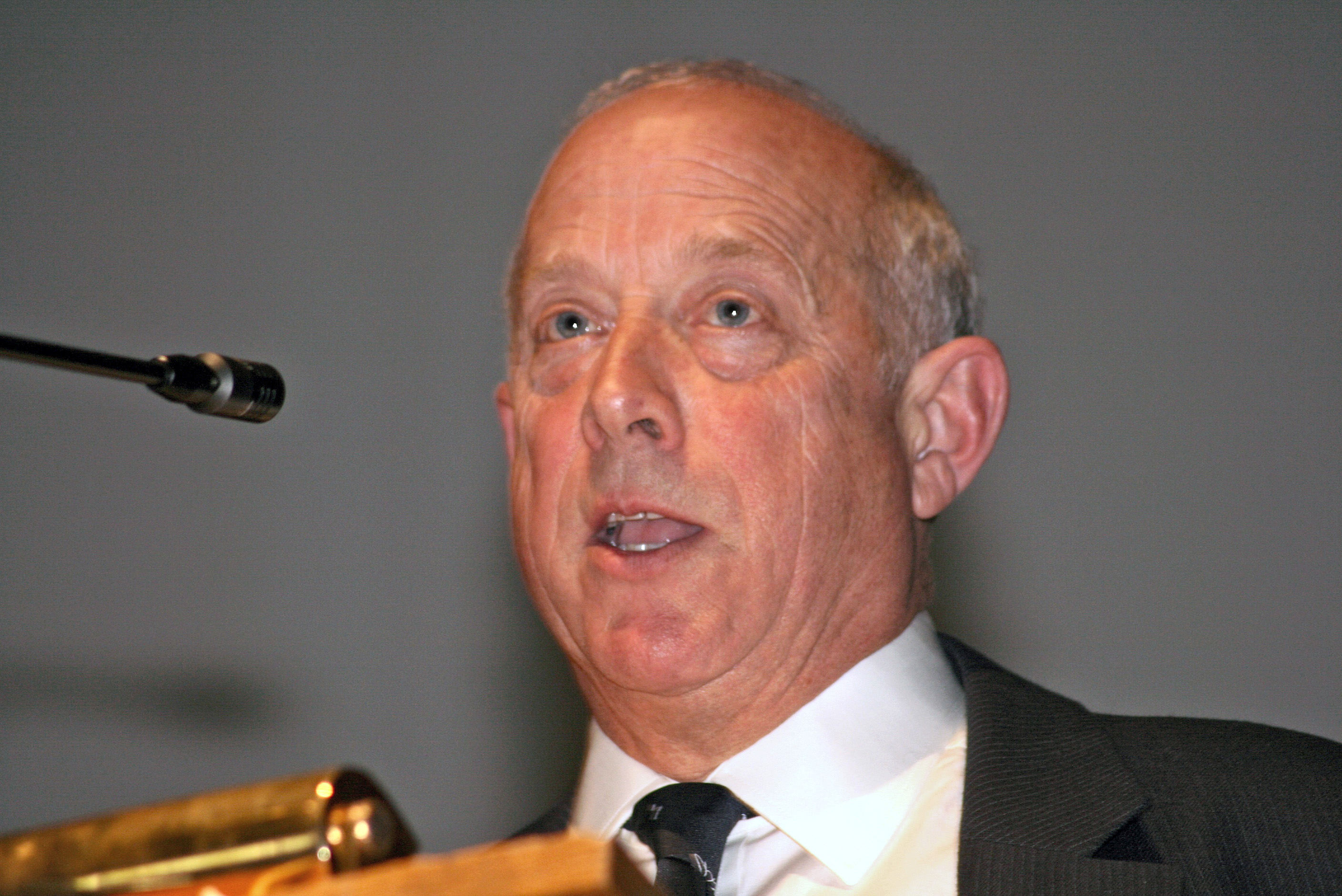
Godfrey Bloom

Godfrey Bloom (* 22. November 1949 in London) ist ein britischer Politiker und war von 2004 bis 2014 Mitglied des Europäischen Parlaments. Bloom gehörte bis 2013 der UK Independence Party an und war Mitglied der  EU-skeptischen Fraktionen Ind/Dem (2004–2009) und Europa der Freiheit und der Demokratie (2009–2013). Von 2010 bis 2012 war er Vorstandsvorsitzender der Europapartei Europäische Allianz für Freiheit.

## Berufliche Laufbahn
Godfrey Bloom arbeitete bis 1986 als Berater von Rentenfonds-Verwaltern sowie später bis 1992 selbst als Fondsmanager bei Mercury Asset Management. 1992 bis 2004 war er in der Wirtschaftsforschung tätig, unter anderem als Mitglied des marktliberalen Think Tanks Institute of Economic Affairs.

## Politische Laufbahn
Nachdem Bloom von 1987 bis 1999 Gemeinderatsmitglied gewesen war, wurde er bei der Europawahl 2004 auf der Liste der euroskeptischen Partei UKIP in das Europäische Parlament gewählt, wo er Mitglied des Ausschusses für Wirtschaft und Währung sowie stellvertretendes Mitglied im Ausschuss für die Rechte der Frau und die Gleichstellung der Geschlechter wurde.
Bereits wenig später fiel Bloom durch umstrittene Bemerkungen gegenüber den Medien zum Verhältnis der Geschlechter auf. So erklärte er, kein vernünftig denkender Leiter eines Kleinunternehmens würde eine Frau im gebärfähigen Alter einstellen, und gab an, er vertrete im Parlament „Frauen aus Yorkshire, die immer das Essen auf dem Tisch stehen haben, wenn man nach Hause kommt“. Nach breiter Kritik in den Medien stellte er klar, dass seine Äußerungen „im Spaß“ gemeint gewesen seien und auf den Umstand hinweisen sollten, dass gut gemeinte Gesetzgebung, die Frauenrechte am Arbeitsplatz stärken solle, häufig negative Auswirkungen habe, da dadurch Arbeitgeber weniger Interesse an einer Beschäftigung von Frauen hätten. Ende 2007 schlug er in einer Radiosendung vor, dass Frauen in Arbeitsverträgen eine Klausel aufnehmen sollten, wonach sie bei einer Schwangerschaft entlassen werden könnten; dies könne die Beschäftigungsrate junger Frauen steigern. Nachdem er mehrere Studentinnen der Universität Cambridge nach Brüssel eingeladen hatte, wurde er der sexuellen Belästigung beschuldigt. Eine Studentin verfasste ein Protestschreiben, in dem sie sich über sein Verhalten beschwerte.
Auch andere Kommentare Blooms lösten Kontroversen aus. So bemerkte er 2006, die meisten Prostituierten würden nicht ausgebeutet, sondern übten ihre Tätigkeit aus, „weil sie das wollen“, und räumte auch ein, selbst Bordelle in Hongkong besucht zu haben. 2009 beschimpfte er den Vorsitzenden der Financial Services Authority, Lord Turner, während einer Rede im Mansion House (Rathaus von London) derart, dass er zukünftig nicht mehr zu Veranstaltungen ins Mansion House eingeladen wird.
2008 hielt er in stark alkoholisiertem Zustand eine Rede im Europaparlament, in der er den Abgeordneten aus Polen, Tschechien und Litauen die Fähigkeit, globale wirtschaftliche Zusammenhänge zu erfassen, absprach. Nach der Rede musste er aus dem Parlament herausgetragen werden. Im Februar 2012 stellte er im Europaparlament eine zusammenhanglose Frage über einen englischen Universitäts-Rugby-Club. Später erklärte er, dass er zu diesem Zeitpunkt unter dem Einfluss von Alkohol und Schmerzmitteln gestanden habe.
Bloom ist der Meinung, dass die globale Klimaerwärmung nicht stattfindet, und begründet dies unter anderem mit dem frühen Einsetzen der Skisaison seit 2002.
Im Zusammenhang mit dem Spesenskandal um Abgeordnete des britischen Parlaments Mitte 2009 beklagte Bloom auf seiner Website den „Mangel an Anstand und gesundem Menschenverstand bei heutigen Politikern“ und erklärte, dass er im Gegensatz zu den meisten anderen Europaparlamentariern keine eigenen Familienmitglieder auf Kosten seiner Sekretariatszulage beschäftige. Ende Mai 2009 gab er nach Medienberichten jedoch zu, dass er mit der Sekretariatszulage durchaus Familienmitglieder sowie Mitarbeiter seiner früheren Investmentfirma TBO beschäftigte.
Bei der Europawahl im Vereinigten Königreich 2009 wurde Bloom als Kandidat der UKIP wiedergewählt.
Im November 2010 sorgte Bloom für einen Eklat im Europäischen Parlament, weil er dem deutschen SPD-Europaabgeordneten Martin Schulz mit dem nationalsozialistischen Propagandaspruch „Ein Volk, ein Reich, ein Führer“ ins Wort fiel und ihn als „undemokratischen Faschisten“ bezeichnete. Schulz hatte in der Debatte über die Zukunft des Euro-Stabilitätspaktes die Sonderrolle des nicht zur Eurozone gehörenden, aber trotzdem an der Diskussion teilnehmenden Vereinigten Königreichs kritisiert und gesagt, einige Euroskeptiker würden sich über den Zerfall der EU freuen. Der Parlamentspräsident Jerzy Buzek verwies Bloom nach dem Zwischenfall aus dem Saal. Dagegen wiederum protestierte der niederländische Abgeordnete Barry Madlener von der Partij voor de Vrijheid (PVV), denn Schulz selbst habe in der jüngeren Vergangenheit den PVV-Abgeordneten Daniël van der Stoep als Faschisten bezeichnet, sei danach aber nicht des Saales verwiesen worden.
Bloom war Mitglied im Ausschuss für Wirtschaft und Währung sowie im Ausschuss für die Rechte der Frau und die Gleichstellung der Geschlechter.
Nachdem Bloom im September 2013 öffentlich auf den Journalisten Michael Crick einschlug, musste er UKIP und die EFD-Fraktion verlassen. Er blieb bis zum Ende der Wahlperiode als Fraktionsloser im Europaparlament.